# Antônio da Silva
Antônio da Silva (* 13. Juni 1978 in Rio de Janeiro) ist ein ehemaliger brasilianischer Fußballspieler.

## Karriere
Antônio da Silva begann seine Karriere beim Flamengo Rio de Janeiro, für dessen Jugendmannschaften er bis Ende 1991 spielte. Nachdem er anschließend mit seiner Mutter nach Deutschland ausgewandert war, spielte er ein halbes Jahr lang für den TSC Pfalzel und wechselte im Sommer 1992 zu Eintracht Trier. Die Saison 1994/95 verbrachte da Silva nochmals bei seinem Stammverein Flamengo. Nachdem der Versuch, sich nach seinem Wechsel von den Eisbachtaler Sportfreunden bei Eintracht Frankfurt im Profifußball zu etablieren, gescheitert war, kam der Techniker nach einer vierjährigen Zwischenstation beim Regionalligisten SV Wehen 2003 zum damaligen Zweitligisten 1. FSV Mainz 05, mit dem er als Stammspieler im linken Mittelfeld bereits im ersten Jahr in die Bundesliga aufstieg.
Mit zwei Toren gegen den Hamburger SV innerhalb von drei Minuten stellte da Silva am zweiten Spieltag den ersten Bundesligasieg der Mainzer sicher. Auch am entscheidenden Sieg zum Klassenverbleib war Toni da Silva maßgeblich beteiligt: Beim 6:2-Sieg der Mainzer beim VfL Bochum traf der Brasilianer selbst zum 4:1, bereitete das 2:1 und das 3:1 direkt vor und leitete die anderen drei Mainzer Tore ein. In der Hinrunde der Saison 2005/06 war da Silva nach Johan Micoud von Werder Bremen der Bundesligaspieler mit den zweitmeisten Torvorlagen. Sein Freistoßtor gegen den 1. FC Nürnberg aus über 40 Metern wurde für die Wahl zum Tor des Monats nominiert.
Zur Saison 2006/07 wechselte Antônio da Silva zum VfB Stuttgart und wurde zusammen mit diesem Verein in der gleichen Saison Deutscher Meister. In der Saison 2007/08 kam er nur unregelmäßig zum Einsatz, erzielte aber seine ersten Tore für den VfB in der Champions League im Camp Nou beim FC Barcelona (1:3), beim FC Schalke 04 (1:4) und gegen den 1. FC Nürnberg (3:0).
Zur Saison 2008/09 wechselte da Silva zum Karlsruher SC, bei dem er einen Dreijahresvertrag unterschrieb. Nachdem der KSC am Saisonende in die zweite Bundesliga abgestiegen war, wurde da Silva für ein Jahr an den FC Basel ausgeliehen. Aus finanziellen Abwägungen heraus löste der KSC den Vertrag mit da Silva im Juli 2010 auf.
Am 31. August 2010 erhielt da Silva einen Einjahresvertrag bei Borussia Dortmund. Er hatte sich als vertragsloser Spieler bereits seit etwa zwei Monaten beim BVB fit gehalten und dort auch die komplette Saisonvorbereitung absolviert. Er wurde in Dortmund vom Trainer aus seiner Zeit bei Mainz 05, Jürgen Klopp, trainiert. Am 24. Oktober 2010 schoss er in seinem zweiten Einsatz beim Heimspiel gegen die TSG 1899 Hoffenheim in der 93. Minute ein direktes Freistoßtor und somit sein erstes Bundesligator für den BVB. Des Weiteren gab er Torvorlagen beim 4:0-Auswärtssieg bei Hannover 96 und beim 4:1-Heimsieg über Borussia Mönchengladbach. Im April 2011 verlängerte da Silva seinen im Sommer auslaufenden Vertrag um ein weiteres Jahr bis 30. Juni 2012. Am Ende der Saison 2010/11 wurde da Silva mit dem BVB Deutscher Meister, ebenso in der Saison 2011/12. Sein zum Saisonende auslaufender Vertrag wurde allerdings nicht verlängert. Er wurde am letzten Spieltag der Saison offiziell verabschiedet.
In der Sommerpause 2012 verpflichtete der Zweitligist MSV Duisburg da Silva ablösefrei zunächst für eine Saison. Im Frühjahr 2014 beendete er seine aktive Karriere.

## Titel und Erfolge

### Vereinsmannschaften
VfB Stuttgart
- Deutscher Meister 2007
- DFB-Pokal-Finalist: 2007

FC Basel
- Schweizer Meister: 2010
- Schweizer Cupsieger: 2010

Borussia Dortmund
- Deutscher Meister: 2011 und 2012
- DFB-Pokal-Sieger: 2012

### Auszeichnungen
- Mannschaft des Jahres (1): 2011 (mit Borussia Dortmund)